# Xanthoparmelia neotaractica
Xanthoparmelia neotaractica är en lavart som beskrevs av Hale. Xanthoparmelia neotaractica ingår i släktet Xanthoparmelia och familjen Parmeliaceae.   Inga underarter finns listade i Catalogue of Life.